# Calamagrostis niitakayamensis
Calamagrostis niitakayamensis är en gräsart som beskrevs av Masaji Honda. Calamagrostis niitakayamensis ingår i släktet rör, och familjen gräs.
Artens utbredningsområde är Taiwan. Inga underarter finns listade i Catalogue of Life.